# Вулиця Героїв Холодного Яру
Ву́лиця Героїв Холодного Яру — вулиця в Черкасах.

## Розташування
Починається від вулиці Берегової, перетинає вулицю Чигиринську і простягається до ВО «Азот». Закінчується на межі міста і розділяється в окружну дорогу та автодорогу на село Вергуни.

## Опис
Перші 350 м вулиця проходить через промислову зону. В останні роки в'їзд на вулицю з боку Чигиринської перекритий через те, що асфальт розбивається великими вантажівками. Далі вулиця на всьому протязі слугує об'їзною дорогою Черкас з півдня і має по 2 смугу руху в кожен бік. Але через те, що вулиця забудована приватними будинками, жителі яких в останні роки протестують через інтенсивний рух автомобілів, в тому числі і вантажівок, і які неодноразово самостійно перекривали вулицю, значення вулиці зменшилось і рух по ній був майже припинений.

## Походження назви
Вулиця до 1961 року називалась Польовою, потім названа на честь комуністичного свята 1 травня. З травня 2016 року — названа на честь Героїв Холодноярської республіки.